# Duke Tshomba
Sambwe Lunkamba „Duke“ Tshomba (* 24. April 1978 in Brüssel) ist ein ehemaliger belgischer Basketballspieler kongolesischer Abstammung.

## Werdegang
Von 1995 bis 1998 war Tshomba Mitglied des Spirou BC Charleroi und gewann mit der Mannschaft 1996, 1997 und 1998 die belgische Meisterschaft sowie 1996 auch den belgischen Pokalwettbewerb.
Anschließend spielte er während seiner Studentenzeit in den Vereinigten Staaten Basketball für die Hochschulmannschaften des Mineral Area College (1998/99), des Santa Monica College und der Wichita State University.
Nach seiner Rückkehr aus den Vereinigten Staaten setzte Tshomba seine Laufbahn in Belgien fort. Im Oktober 2006 wechselte er zu den Solna Vikings nach Schweden. Er bestritt nur zwei Spiele für die Mannschaft. Anschließend stand er bei Omonia Nikosia in Zypern unter Vertrag.
Im Frühjahr 2008 verstärkte er deutschen Drittligisten Iserlohn Kangaroos. BC Carnières in seinem Heimatland wurde im Januar 2009 Tshombas nächster Verein. Hernach spielte er für den Bree BBC, Basics Melsele und Athletic BC Brüssel. Tshomba war belgischer Nationalspieler.

### Sonstiges
Tshombas Brüder Butch, Douglas und Bin waren ebenfalls Berufsbasketballspieler. Duke Tshomba wurde im Dezember 2010 für den französischsprachigen belgischen Rundfunk RTBF als Kommentator des Basketballgeschehens tätig. Mit seinem Bruder Bin drehte er des Weiteren Dokumentarfilme.